# Sala de escritores

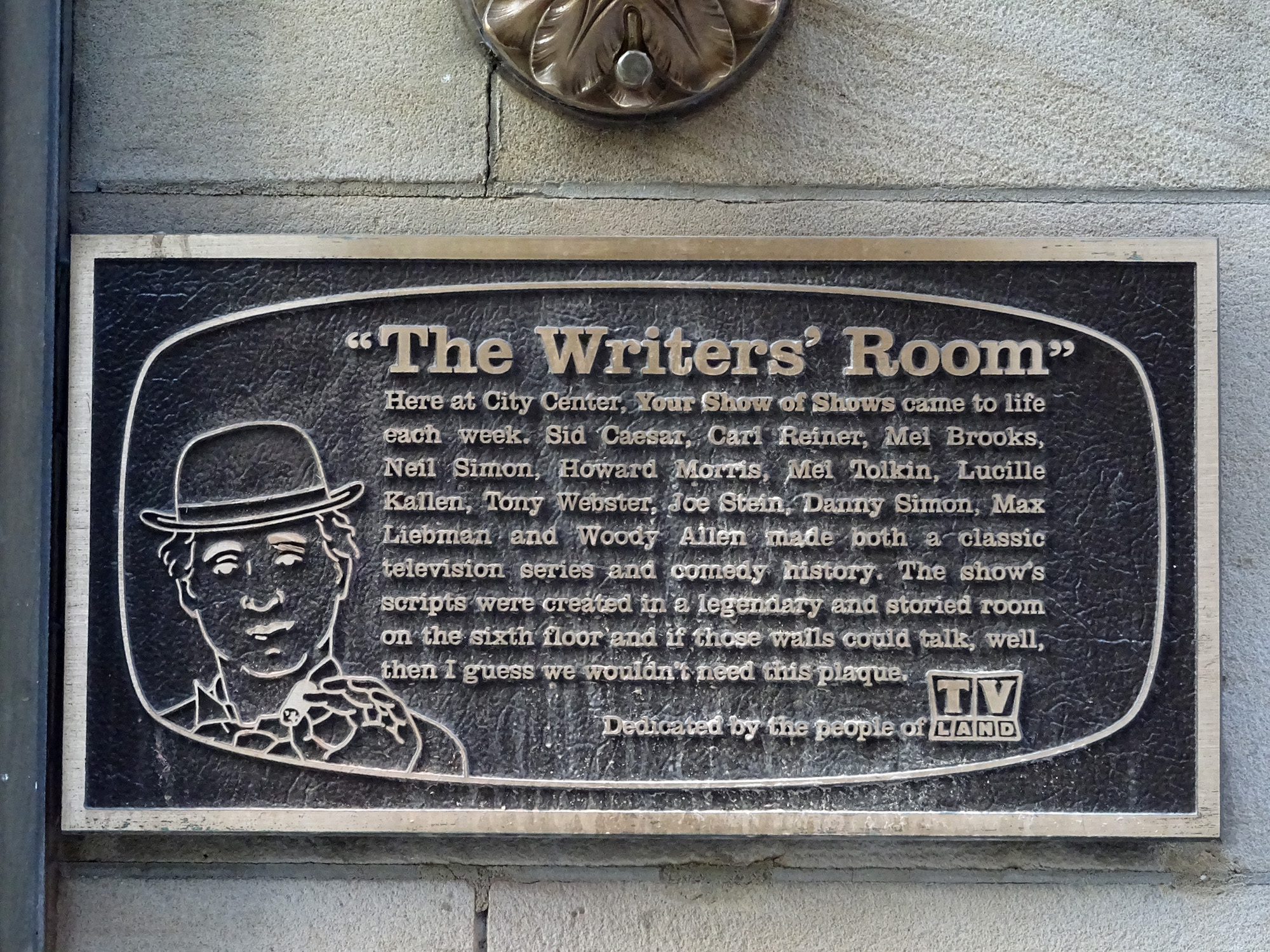
Placa en la parte trasera del edificio del centro de la ciudad, West 56th Street New York NY

Una sala de escritores o guionistas (del inglés writers' room) es un espacio donde los guionistas, normalmente de una serie de televisión, se reúnen para escribir y perfeccionar guiones. Es un método común para escribir series de televisión en los EE. UU., pero está mucho menos extendido en países como el Reino Unido.

## Composición
La industria de la televisión ha tenido durante mucho tiempo un modelo colaborativo para escribir programas, aunque no todos los programas utilizan una sala de escritores. Históricamente las habitaciones eran espacios físicos. Cada vez más, estas colaboraciones se realizan a través de video-conferencia.
Con la explosión de programas con guion y la competencia entre las redes y canales de streaming, "se ha desarrollado una fluidez en la forma en que se crean los programas". La sala de escritores no sigue una fórmula única; es un proceso abierto con una variedad de configuraciones. El tamaño de las salas varía de dos a treinta, dependiendo del presupuesto y la cantidad de episodios, cada sala tiene sus propias reglas.
Existen "mini-salas" para series limitadas y programas más pequeños, en su mayoría aquellos que aún no han sido aprobados. Las minisalas constan de menos escritores que las salas de escritores normales, a quienes se les paga menos y no pueden ser empleados durante la duración de la producción. La "proliferación" de minisalas en la década de 2020, en parte como medida de reducción de costes por parte de los productores, es uno de los temas de la huelga de guionistas de 2023.

## Roles en las salas de escritores
El showrunner dirige toda la sala de escritores. Tienen la responsabilidad general de toda la serie; están a cargo del presupuesto, los guiones, el equipo, mantienen contentos a los actores e interactúan con el estudio o la cadena. Por lo general, ellos mismos son escritores y generalmente figuran como productores ejecutivos.
Un productor ejecutivo es un escritor y un segundo a cargo y puede actuar en nombre del showrunner.
Los productores en las salas de guionistas de televisión suelen ser escritores que han ascendido en la jerarquía de la sala. Este grupo incluye coproductores ejecutivos, productores supervisores, coproductores y productores de línea. Están involucrados en la aprobación de guiones, casting, producción y dirección creativa. Un productor de línea es un puesto directivo y, a menudo, no es un escritor.
El editor ejecutivo de historias es un escritor de nivel medio a cargo de grupos de redactores.
El redactor del personal es un puesto de redacción de nivel inicial, reservado para alguien que trabaja en su primer o segundo guion.
El asistente de escritor es uno de los trabajos iniciales más codiciados en la industria. El asistente toma notas en la sala e interactúa con los escritores y creadores. Aprenden el negocio desde dentro y hacen contactos, con la esperanza de poder ascender en la jerarquía más adelante. Su trabajo es asegurarse de que no se pierdan buenas ideas, investigar, producir material web y, ocasionalmente, hacer presentaciones creativas.
El Asistente de producción es un trabajo de nivel inicial, también difícil de conseguir. Hacen recados, hacen copias, toman café y se los describe como las "piernas" de la industria.

## Escritores como productores
En los programas con una sala de escritores, la sala hace más que escribir; hacen el casting, contratan equipo clave, trabajan en el diseño del escenario y cualquier otra cosa que haría un productor. El escritor principal de un episodio recibirá crédito como escritor. Por lo general, se otorgará un crédito de productor para una serie a cada miembro del equipo de redacción que haya hecho una contribución demostrable al guion final. El orden jerárquico determina el nivel del crédito. El productor real del programa (en el sentido tradicional) aparece bajo el crédito "producido por". Bill Lawrence, guionista de televisión, dijo que:

... los créditos finales de un programa de televisión dirán redactor, editor de historias, editor ejecutivo de historias, coproductor, productor, productor supervisor, coproductor ejecutivo, productor ejecutivo. (Si bien) alguien más (también) será productor ejecutivo porque ayuda a administrar la sala, todos los demás títulos son simplemente... escritor que ha estado aquí un año, escritor que ha estado aquí dos años, escritor que ha estado aquí tres años, ... y es sólo una escala salarial.

## En la cultura popular
The Dick Van Dyke Show se transmitió por CBS de 1961 a 1967. Una de las principales líneas argumentales del programa se centró en el trabajo del escritor de comedia televisiva Rob Petrie (Dick Van Dyke), el escritor principal del ficticio Alan Brady Show en New York. El programa se basó en la vida de Carl Reiner y fue una de las primeras representaciones televisivas de una sala de escritores.
The Writers' Room fue un programa de entrevistas de la televisión estadounidense de 2013-2014 presentado por el guionista y actor Jim Rash. Cada episodio presentó una mirada detrás de escena del equipo de redacción de series de televisión populares.
En la quinta y última temporada de La maravillosa señora Maisel, la comediante Midge Maisel queda en gran medida relegada a una sala de escritores.
The Writers Room, fundada en 1978, es un espacio de trabajo en la ciudad de Nueva York donde los escritores trabajan en sus proyectos y tienen acceso a materiales de referencia y a otros escritores.

## Programas sin sala de guionistas
No todos los programas utilizan una sala de escritores; algunos programas, especialmente en el Reino Unido, donde las salas de escritores rara vez se utilizan, utilizan un solo escritor o contratan trabajadores independientes por episodio.

## Críticas
Las críticas incluyen la falta de diversidad, incluida la edad, el género, los antecedentes socioeconómicos y raciales/étnicos; estructura jerárquica que conduce a una cultura tóxica donde los escritores jóvenes son ignorados, abusados y explotados; estrés por largas jornadas y alta presión para cumplir con horarios ajustados; falta de crédito para los escritores jóvenes; falta de seguridad laboral y necesidad de un salario digno; y sexismo.